# Résolution 74 du Conseil de sécurité des Nations unies
Membres permanents
- Chine
- États-Unis
- France
- Royaume-Uni
- URSS

Membres non permanents
- Argentine
- Canada
- Cuba
- Égypte
- Norvège
- RSS d'Ukraine

Résolution no 73 Résolution no 75
La résolution 74 du Conseil de sécurité des Nations unies  est une résolution du Conseil de sécurité des Nations unies adoptée le 16 septembre 1949.
Cette résolution, la huitième de l'année 1949, relative à la question du contrôle international de l'énergie atomique invite le secrétaire général à transmettre aux états membres les deux résolutions adoptées lors de la vingt-quatrième séance de la Commission de l'énergie atomique en date du 29 juillet 1949.
La résolution a été adoptée par 9 voix pour.
Les abstentions sont celles de la république socialiste soviétique d'Ukraine et le l'Union des républiques socialistes soviétiques.

## Texte
- Résolution 74 sur fr.wikisource.org
- Résolution 74 sur en.wikisource.org